# Marché informel au Mozambique

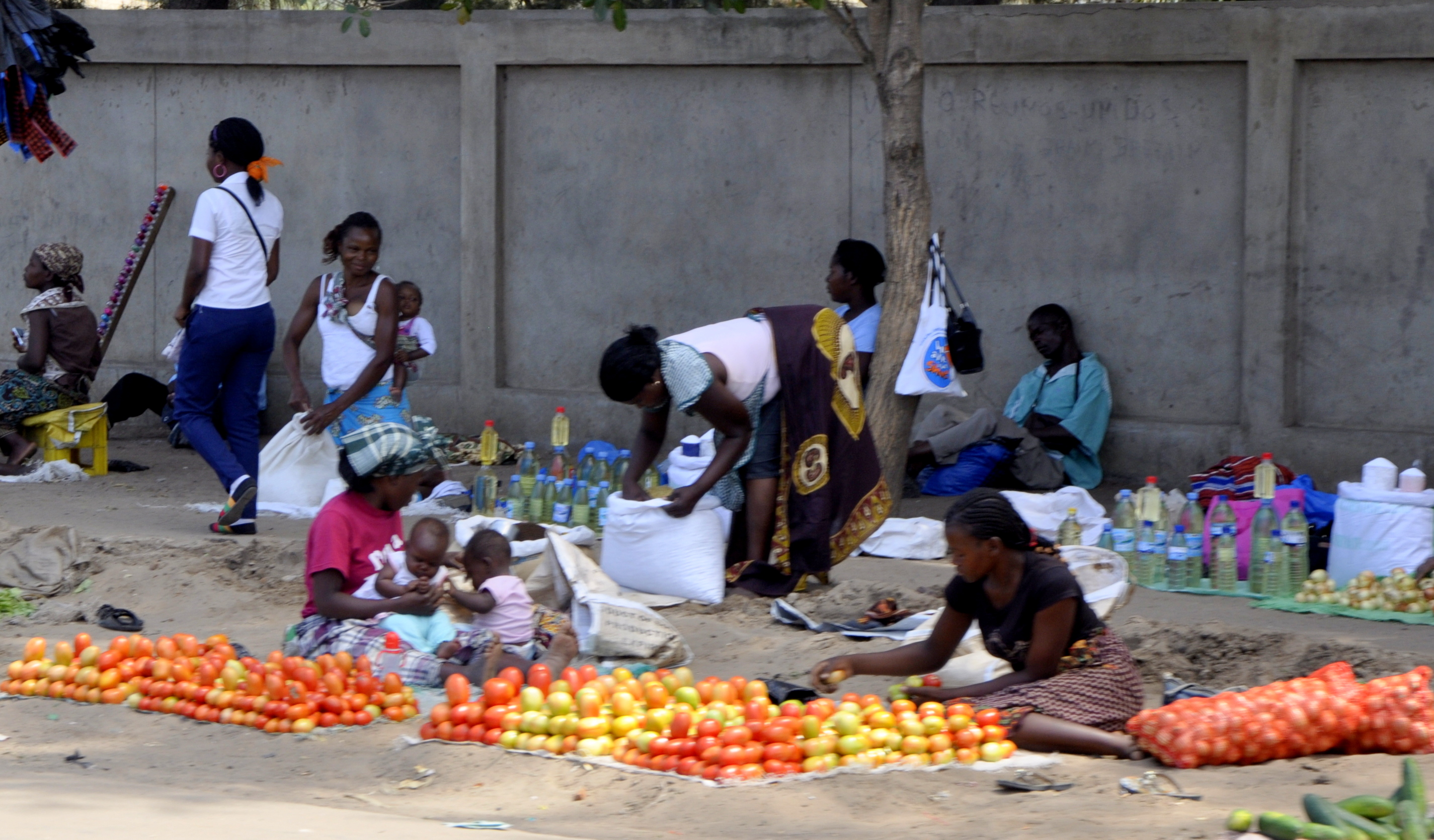
Marché ambulant

Le secteur informel, comme dans bien d'autres pays d'Afrique, occupe une place très importante dans l'économie du Mozambique. L'histoire récente du pays a été marquée par de violents bouleversements ; comme conséquence de ces bouleversements, le développement économique est limité. Une bonne partie de la population est au chômage et nombreux sont ceux qui se mettent à vendre des produits comme des légumes et des fruits dans des petits marchés ou sur les trottoirs. Ces vendeuses, car ce sont le plus souvent des femmes, sont obligées de parler plusieurs langues pour faciliter les échanges commerciaux.